# Liste des couleurs nationales dans les courses automobiles
Du début du XXe siècle jusqu'à la fin des années 1960, des couleurs nationales sont adoptées pour les courses automobiles. Les véhicules en lice doivent arborer leur livrée nationale (bleu de France, vert britannique, jaune pour la Belgique, blanc pour l'Allemagne, rouge pour l'Italie…) pour la Formule 1, les courses d'endurance, les courses de voitures de tourisme, et les autres compétitions internationales.

## Histoire
L'origine de ces couleurs viendrait de la Coupe automobile Gordon Bennett, qui se déroule pendant la période 1900-1905 et où se confrontent des équipes nationales auxquelles on attribue des couleurs pour les distinguer. Elles deviennent définitives pendant les années 1920 et 1930 quand le bleu Bugatti et le rouge Alfa Romeo s'imposent dans de nombreuses courses (à l'origine, la couleur rouge était attribuée aux États-Unis).
Le 3 juin 1934, Mercedes ponce jusqu'à la tôle nue ses voitures W25 de leur peinture blanche pour pouvoir atteindre le poids maximum autorisé, en excès d'un petit kilogramme. Ainsi naissent les « Flèches d'Argent », avec leur carrosserie en aluminium nu et poli.
Lors du championnat du monde de Formule 1 1968, consciente des coûts de plus en plus élevés de la compétition, la commission sportive internationale de la FIA autorise les équipes à avoir recours au sponsoring extra-sportif. Colin Chapman signe un partenariat avec le cigaretier Imperial Tobacco : les Lotus deviennent les premières monoplaces à abandonner leur livrée nationale pour les couleurs du cigarettier Gold Leaf. Le vieux code de couleurs semble avoir vécu, même si certaines écuries chercheront à signer des contrats avec des firmes dont les couleurs sont proches de leur livrée nationale.
Matra, puis, plus tard Ligier et Prost Grand Prix courront toujours en bleu, Ferrari et la Scuderia Italia conserveront une livrée rouge, Mercedes Grand Prix la couleur argent, et Jaguar Racing reprendra à son compte la livrée « British Racing Green ». De 2002 à 2007, Renault adopte en partie la couleur bleue française, avec toutefois du jaune, couleur plus traditionnelle de la marque lors des compétitions.

## Les principales écuries
| Code | Pays        | Carrosserie                                                               | Numéros | Marques / écuries | Illustration |
| ---- | ----------- | ------------------------------------------------------------------------- | ------- | --- | ------------ |
| B    | Belgique    | Jaune                                                                     | Noir    | Écurie Belge, Francorchamps, ENB |              |
| D    | Allemagne   | Blanc                                                                     | Rouge   | Benz, Mercedes, BMW, Porsche |              |
| D    | Allemagne   | Argent (ou gris métallique)                                               | Rouge   | Auto Union, Mercedes-Benz, Veritas, Borgward, Porsche, Audi                                                                            |              |
| F    | France      | Bleu (Bleu de France)                                                     | Blanc   | Alpine, Bugatti, Darl'mat, DB, Delage, Delahaye, Gordini, Ligier, Matra, Monopole, Panhard, Pescarolo, Peugeot, Prost, Salmson,Talbot, |              |
| GB   | Royaume-Uni | Vert (British Racing Green)                                               | Blanc   | Bentley, Aston Martin, Vanwall, Cooper, Lotus, Brabham, BRM, Jaguar                                                                    |              |
| I    | Italie      | Rouge (Rosso Corsa)                                                       | Blanc   | Alfa Romeo, Maserati, Lancia, Ferrari, Abarth, O.S.C.A., Officine Meccaniche, Scuderia Italia                                          |              |
| J    | Japon       | Blanc ivoire avec un « soleil » rouge                                     | Noir    | Honda, Nismo, Toyota |              |
| USA  | États-Unis  | Blanc, avec des rayures longitudinales bleues (Cunningham Racing Stripes) | Bleu    | Cunningham, Ford, NART, Shelby, Chaparral                                                                                              |              |
| USA  | États-Unis  | Bleu, avec des rayures longitudinales blanches                            | Blanc   | AAR Eagle, Ford, Shelby, Scarab |              |

## Autres couleurs nationales
| Code | Pays               | Couleur principale                                                                 | Capot                                                                              | Autres couleurs | Numéros                              | Illustration |
| ---- | ------------------ | ---------------------------------------------------------------------------------- | ---------------------------------------------------------------------------------- | --- | ------------------------------------ | ------------ |
| A    | Autriche           | Bleu                                                                               | Bleu                                                                               | | Noir sur blanc                       |              |
| ARG  | Argentine          | Bleu                                                                               | Jaune                                                                              | Châssis : noir | Rouge sur blanc                      |              |
| AUS  | Australie          | Vert                                                                               | Or                                                                                 | Bleu |                                      |              |
| BR   | Brésil             | Jaune pâle                                                                         | Jaune pâle                                                                         | Châssis/jantes : vert | Noir                                 |              |
| BUL  | Bulgarie           | Vert                                                                               | Blanc                                                                              | | Rouge sur blanc                      |              |
| C    | Cuba               | Jaune                                                                              | Noir                                                                               | | Noir sur blanc                       |              |
| CDN  | Canada             | Couleurs traditionnelles : blanc et bandes vertes parallèles                       | Couleurs traditionnelles : blanc et bandes vertes parallèles                       | En 1965, le drapeau canadien a été changé. La couleur rouge et les longues bandes blanches sont, depuis, devenues populaires | Noir                                 |              |
| CH   | Suisse             | Rouge                                                                              | Blanc                                                                              | | Noir                                 |              |
| CS   | République tchèque | Blanc                                                                              | Bleu/blanc                                                                         | Châssis : rouge | Bleu                                 |              |
| DK   | Danemark           | Argent-Gris                                                                        | Argent-Gris                                                                        | Drapeau national comme une rayure sur la longueur du capot                                                                   | Rouge sur blanc                      |              |
| E    | Espagne            | Rouge                                                                              | Jaune                                                                              | Châssis/amortiseurs : rouge                                                                                                  | Noir sur blanc ou Blanc sur rouge    |              |
| ET   | Égypte             | Violet pâle                                                                        | Violet pâle                                                                        | | Rouge sur blanc                      |              |
| FIN  | Finlande           | Blanc                                                                              | Blanc                                                                              | Deux bandes bleues sur le capot, faisant une croix latine                                                                    | Noir sur blanc                       |              |
| GR   | Grèce              | Bleu pâle                                                                          | Bleu pâle                                                                          | Deux bandes blanches sur la longueur du capot                                                                                | Noir sur blanc                       |              |
| H    | Hongrie            | Avant : blanc Arrière : vert                                                       | Rouge                                                                              | | Noir                                 |              |
| HJK  | Jordanie           | Marron                                                                             | Marron                                                                             | | Noir sur blanc                       |              |
| IRL  | Irlande            | Vert                                                                               | Vert                                                                               | Bande horizontale de couleur orange tout autour                                                                              | Blanc                                |              |
| L    | Luxembourg         | Bande tricolore longitudinale (rouge/blanc/bleu) de l'avant vers l'arrière         | Bande tricolore longitudinale (rouge/blanc/bleu) de l'avant vers l'arrière         | Bande tricolore longitudinale (rouge/blanc/bleu) de l'avant vers l'arrière                                                   | Noir sur blanc                       |              |
| MAS  | Malaisie           | Jaune                                                                              | Jaune                                                                              | Blanc | Noir sur blanc/Noir                  |              |
| MC   | Monaco             | Blanc                                                                              | Blanc                                                                              | Rouge à bandes latérales autour de la voiture                                                                                | Noir sur blanc                       |              |
| MEX  | Mexique            | Or                                                                                 | Or                                                                                 | Différents motifs de couleur bleu roi (pas forcément un « X » sur le capot)                                                  | Noir sur blanc (pas rouge sur blanc) |              |
| NL   | Pays-Bas           | Orange                                                                             | Orange                                                                             | | Blanc                                |              |
| NZ   | Nouvelle-Zélande   | Vert et argent                                                                     | Vert et argent                                                                     | Noir et argent |                                      |              |
| P    | Portugal           | Rouge                                                                              | Rouge                                                                              | Châssis : blanc | Blanc                                |              |
| PL   | Pologne            | Blanc                                                                              | Blanc                                                                              | Châssis : rouge | Rouge sur blanc                      |              |
| RCH  | Chili              | Rouge                                                                              | Bleu                                                                               | Châssis : blanc | Bleu/rouge ou Rouge sur blanc        |              |
| RP   | Philippines        | Rouge                                                                              | Bleu                                                                               | |                                      |              |
| S    | Suède              | Bas de caisse bleu, haut jaune, trois bandes de croix bleue sur le dessus de capot | Bas de caisse bleu, haut jaune, trois bandes de croix bleue sur le dessus de capot | Bas de caisse bleu, haut jaune, trois bandes de croix bleue sur le dessus de capot                                           | Blanc                                |              |
| T    | Thaïlande          | Jaune pâle, bleu avec bande horizontale autour de la voiture et du capot           | Jaune pâle, bleu avec bande horizontale autour de la voiture et du capot           | Jantes : jaune pâle | Blanc sur bleu                       |              |
| U    | Uruguay            | Bleu pâle avec de grandes bandes rouges autour de la partie inférieure du capot    | Bleu pâle avec de grandes bandes rouges autour de la partie inférieure du capot    | Bleu pâle avec de grandes bandes rouges autour de la partie inférieure du capot                                              | Blanc sur noir                       |              |
| ZA   | Afrique du Sud     | Or                                                                                 | Vert                                                                               | | Noir sur jaune                       |              |

## Galerie

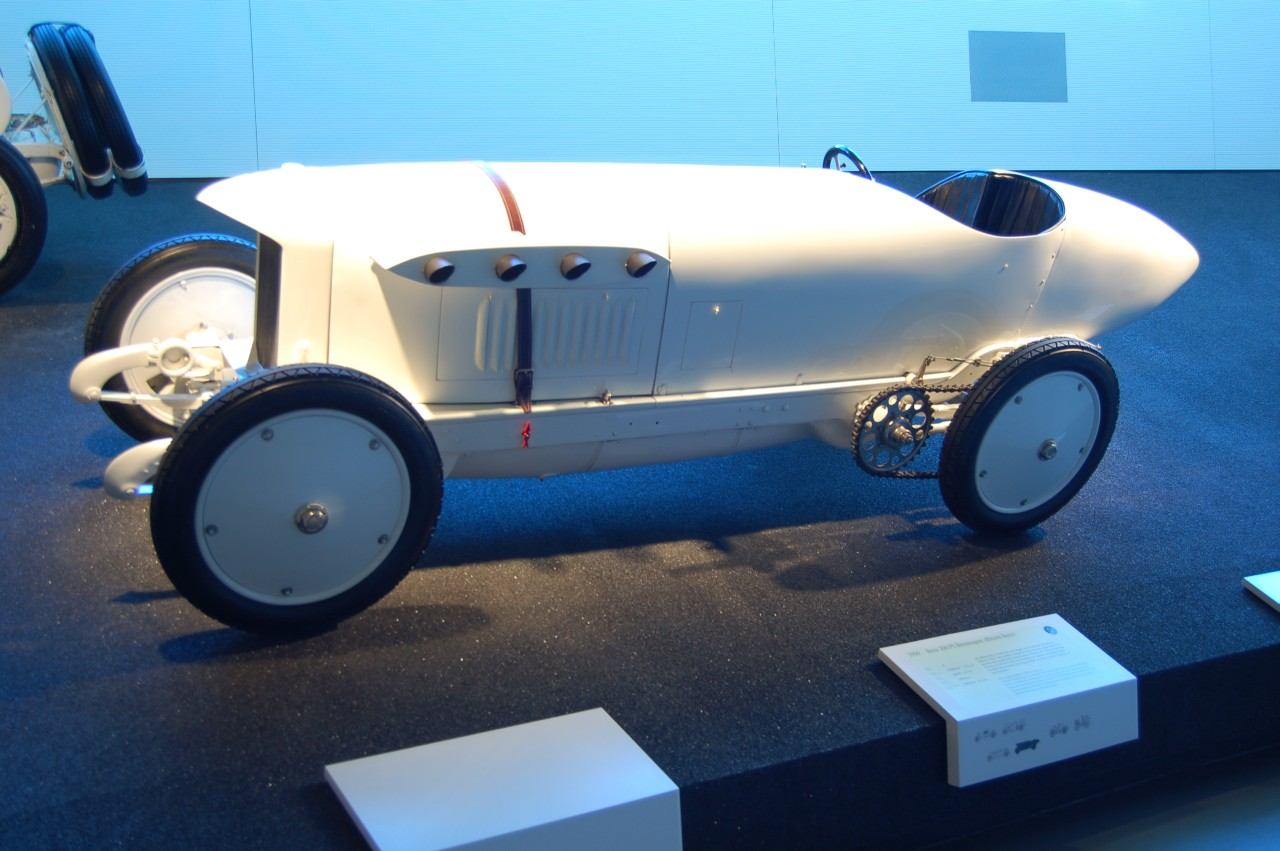
La Blitzen-Benz allemande (1909)
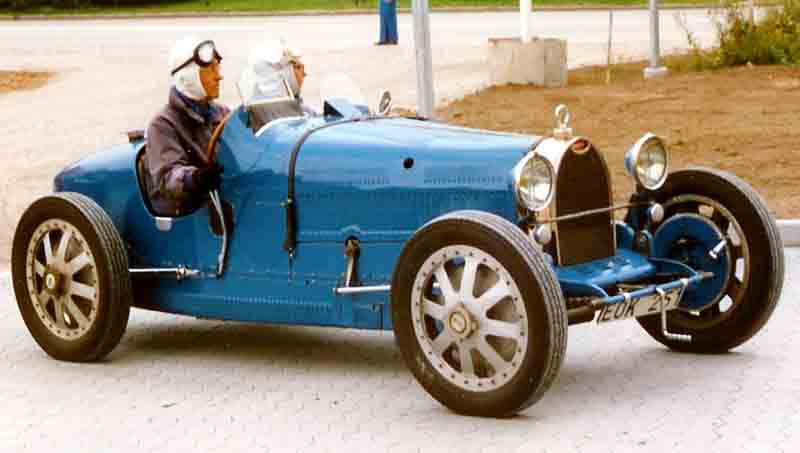
La Bugatti Type 35C (1926) Bleu de France
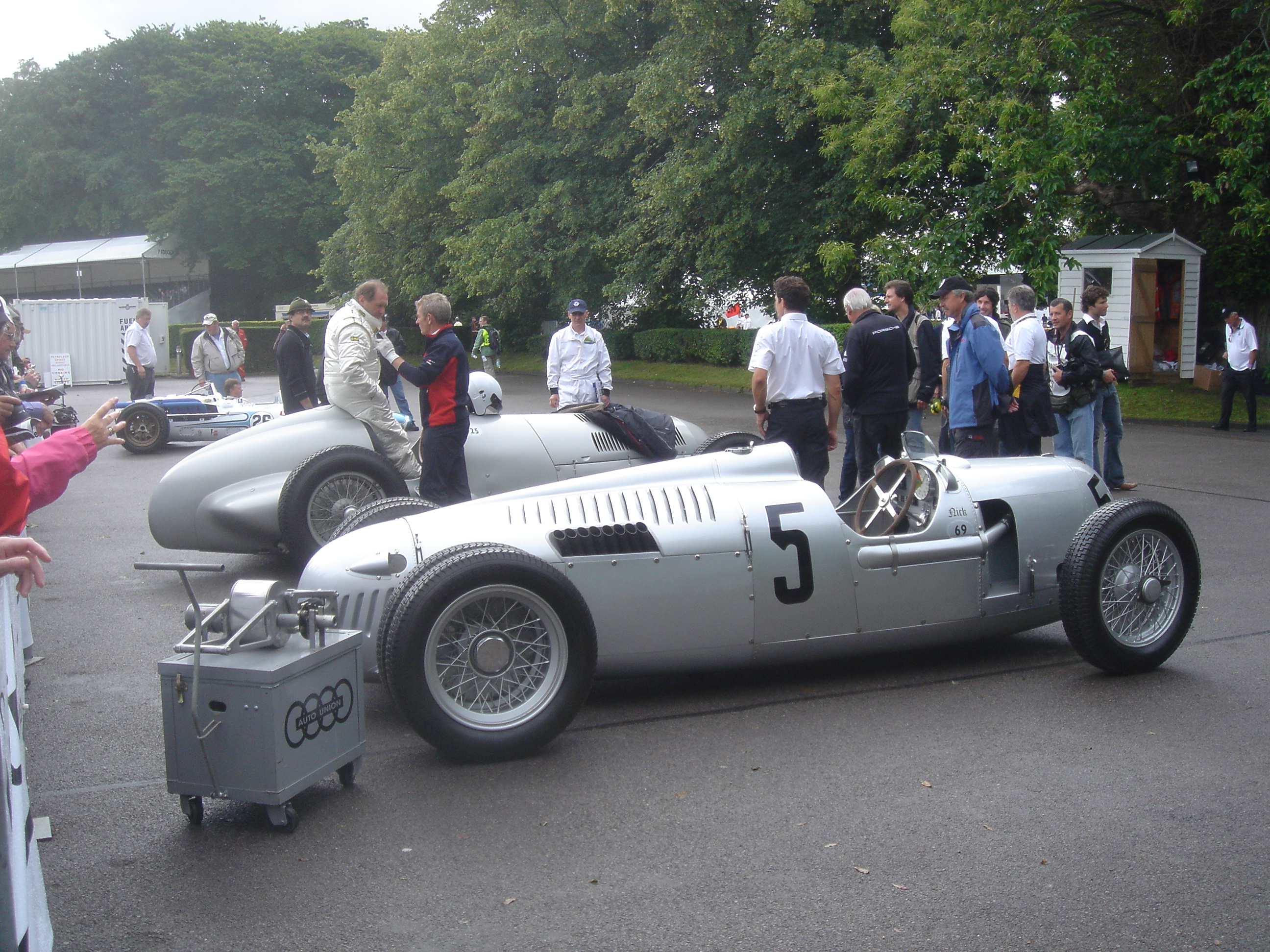
La Silberpfeile allemande (années 1930)
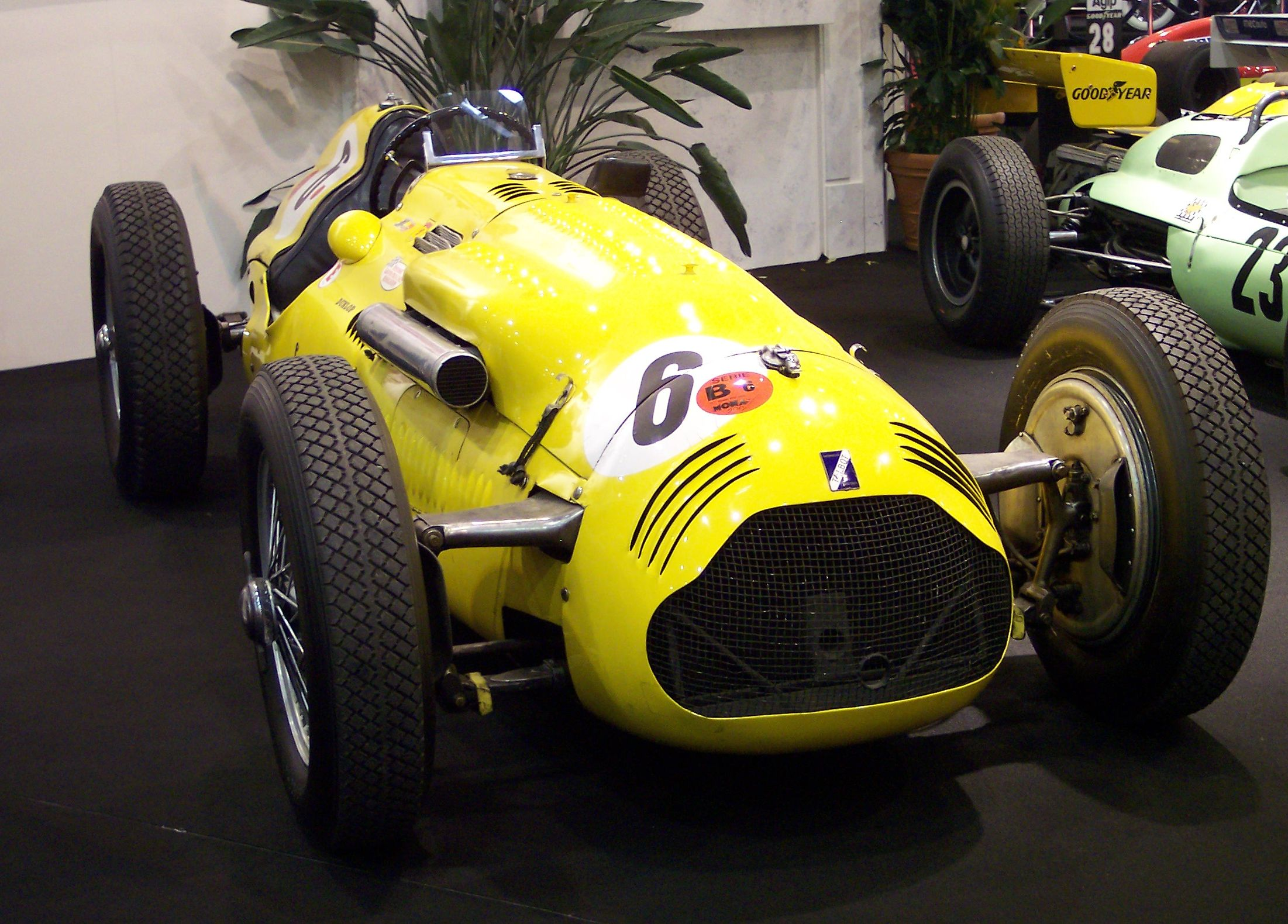
Une Talbot-Lago T26C de 1950 aux couleurs belges
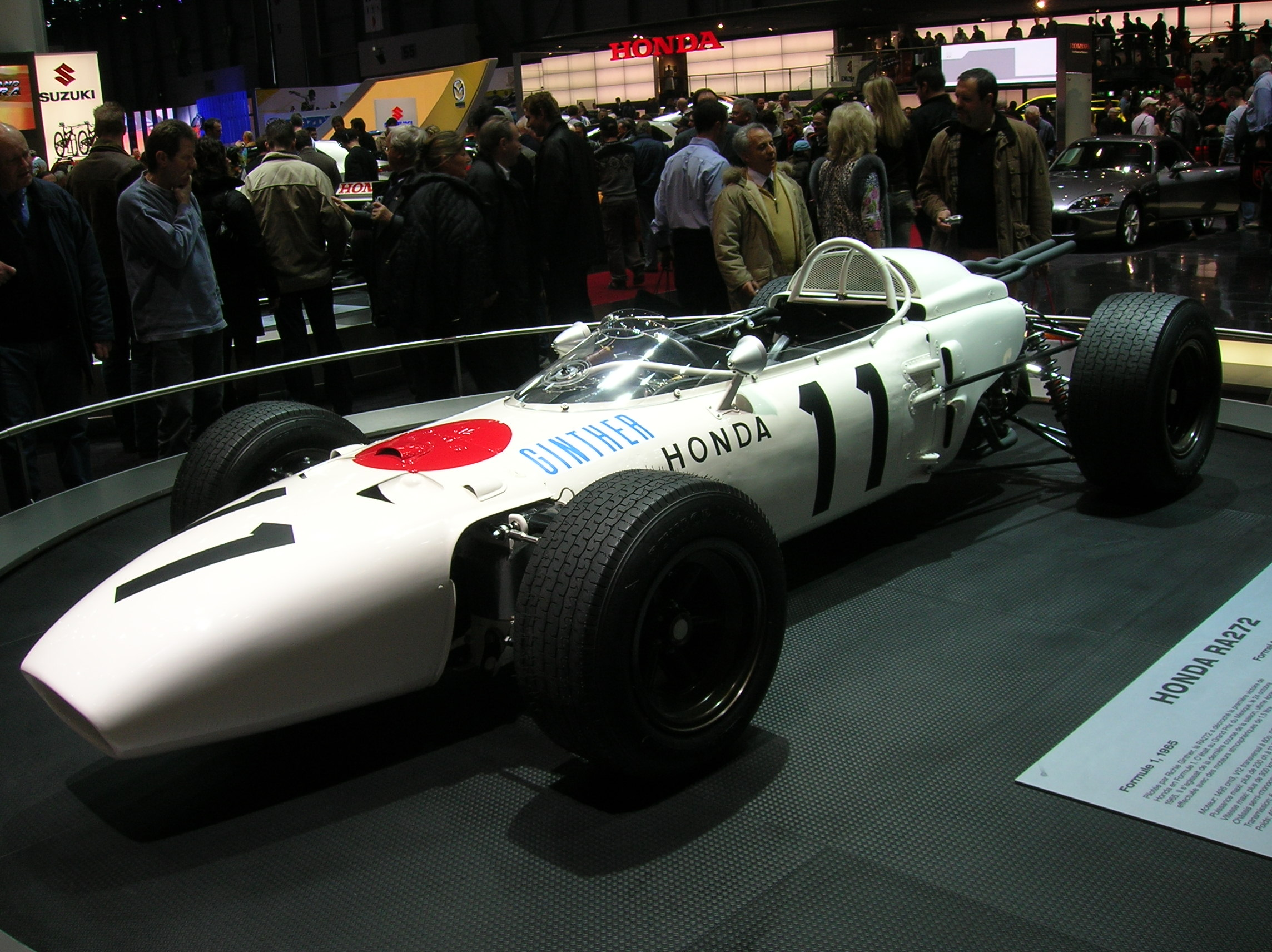
La Honda RA272 de 1965 aux couleurs japonaises
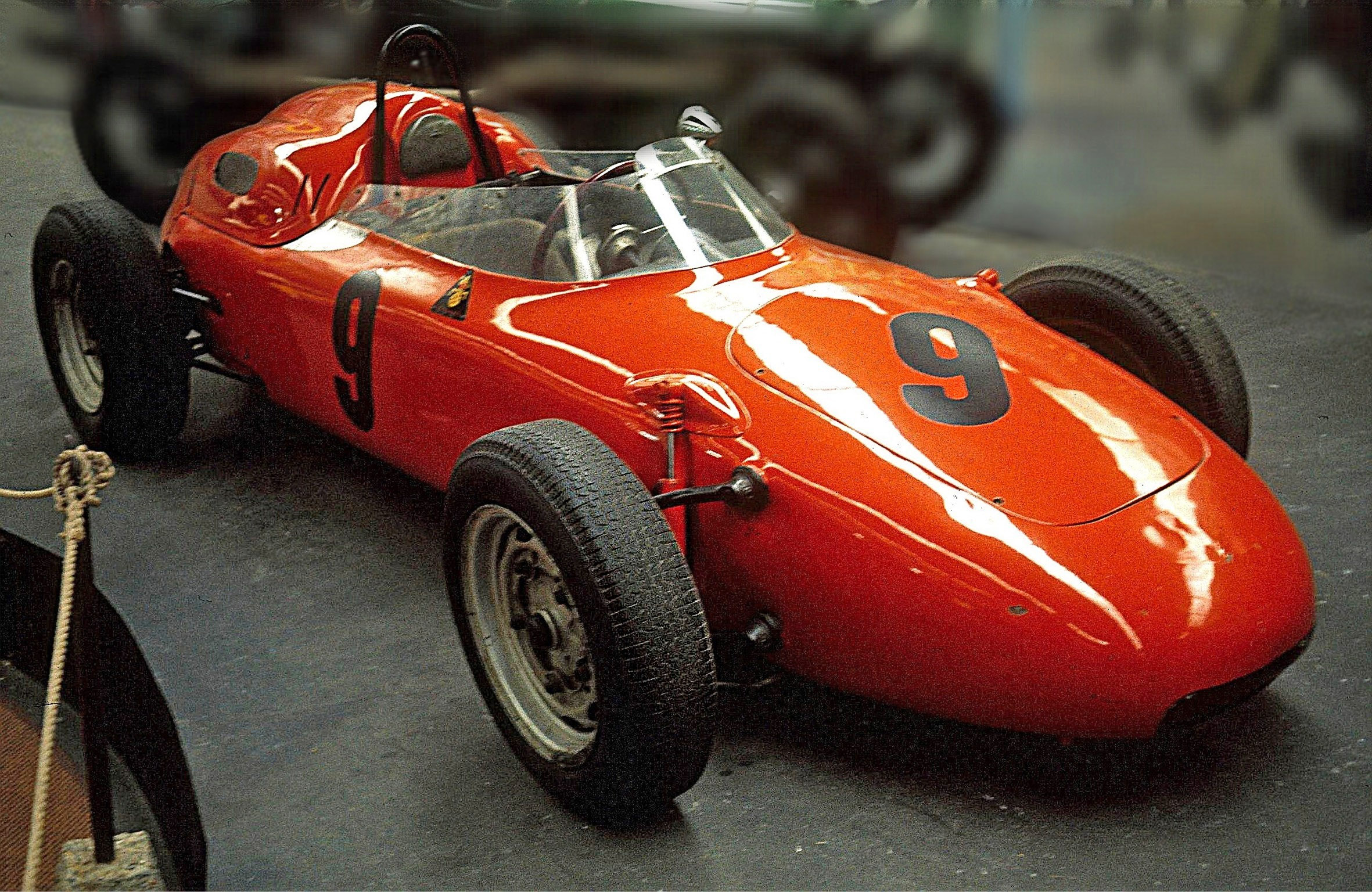
Porsche 718 de Carel Godin de Beaufort dans sa livrée nationale néerlandaise orange
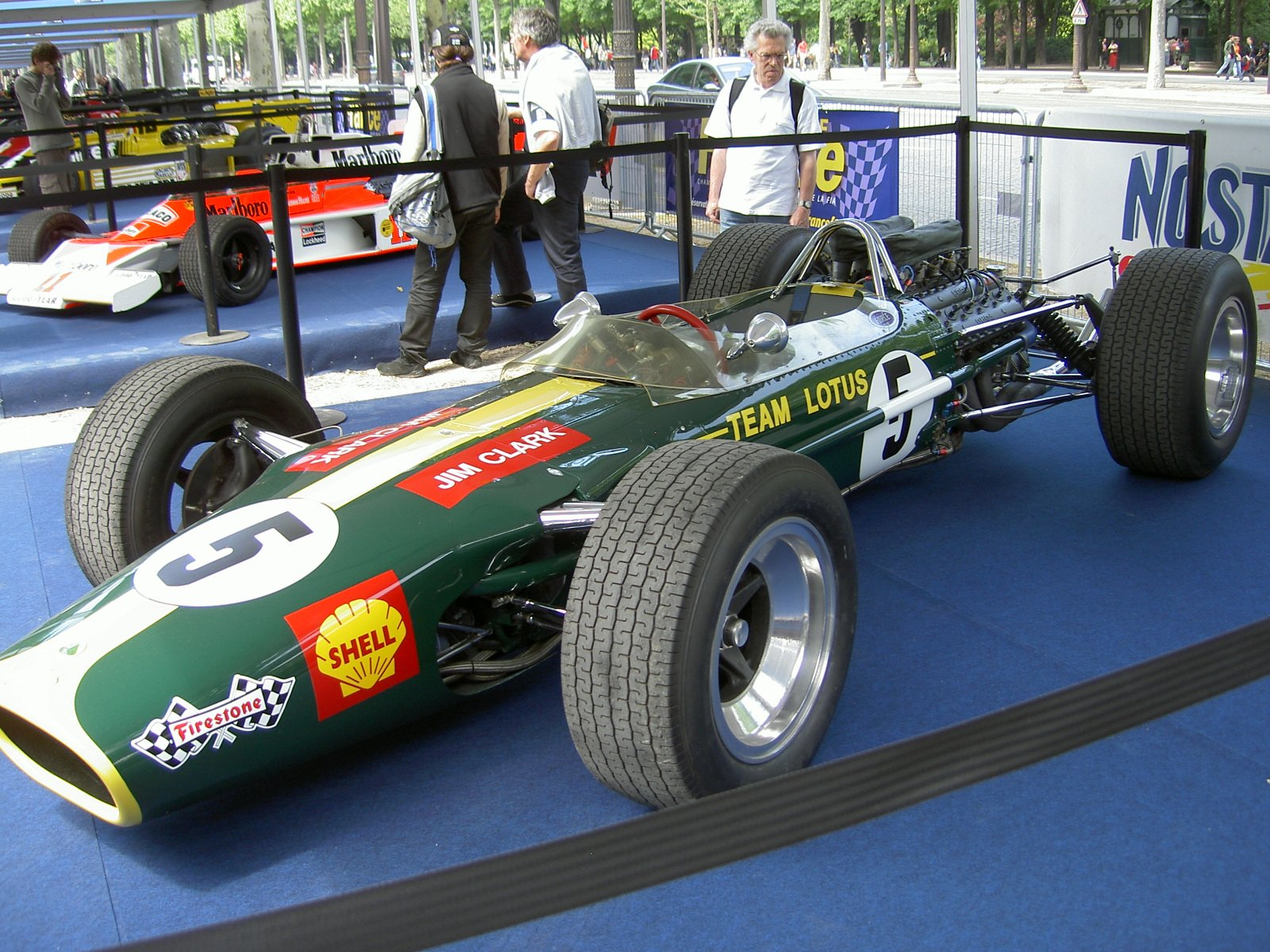
La Lotus 49 (début 1968) britannique
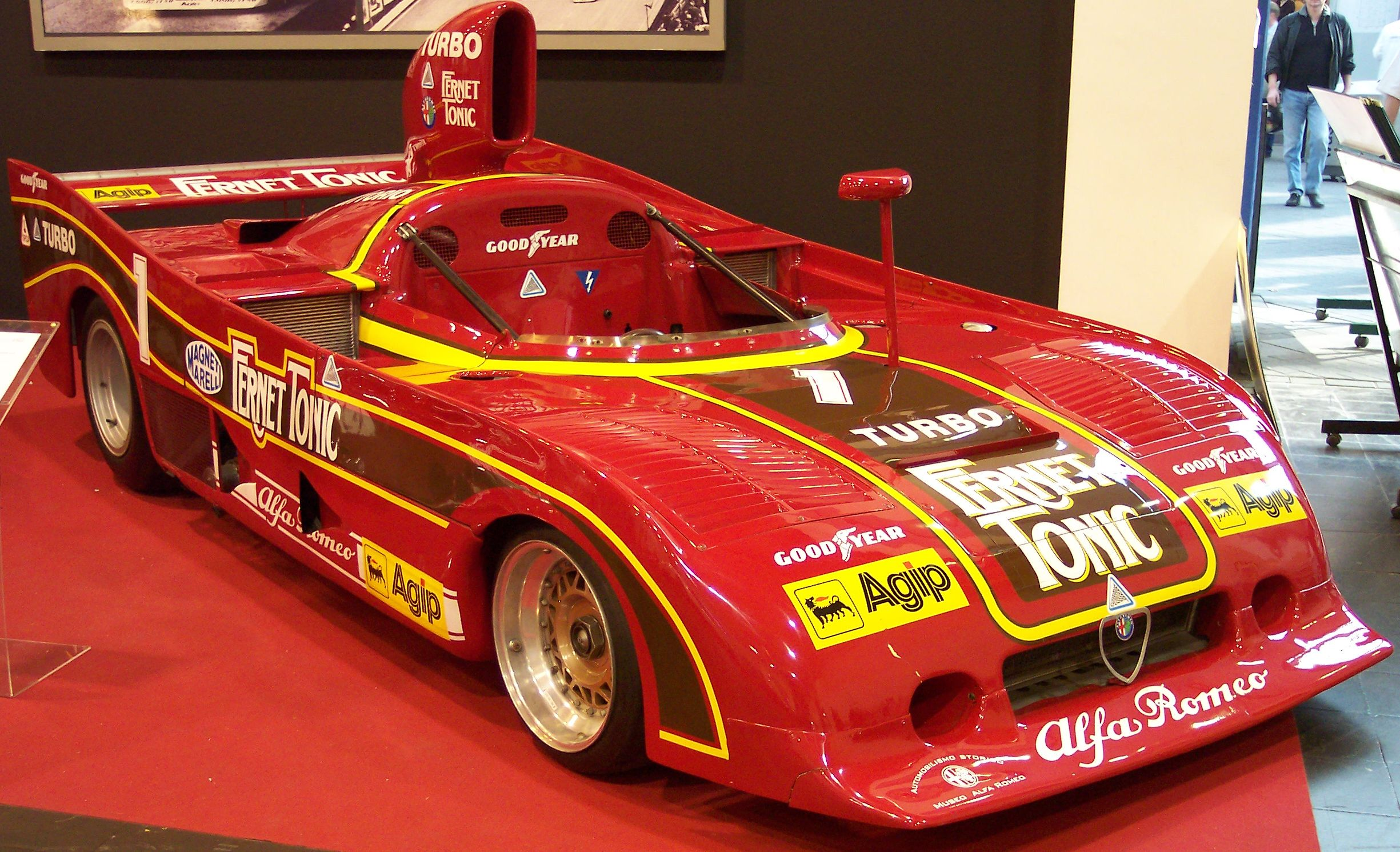
L'Alfa Romeo Tipo 33 (1977) aux couleurs italiennes
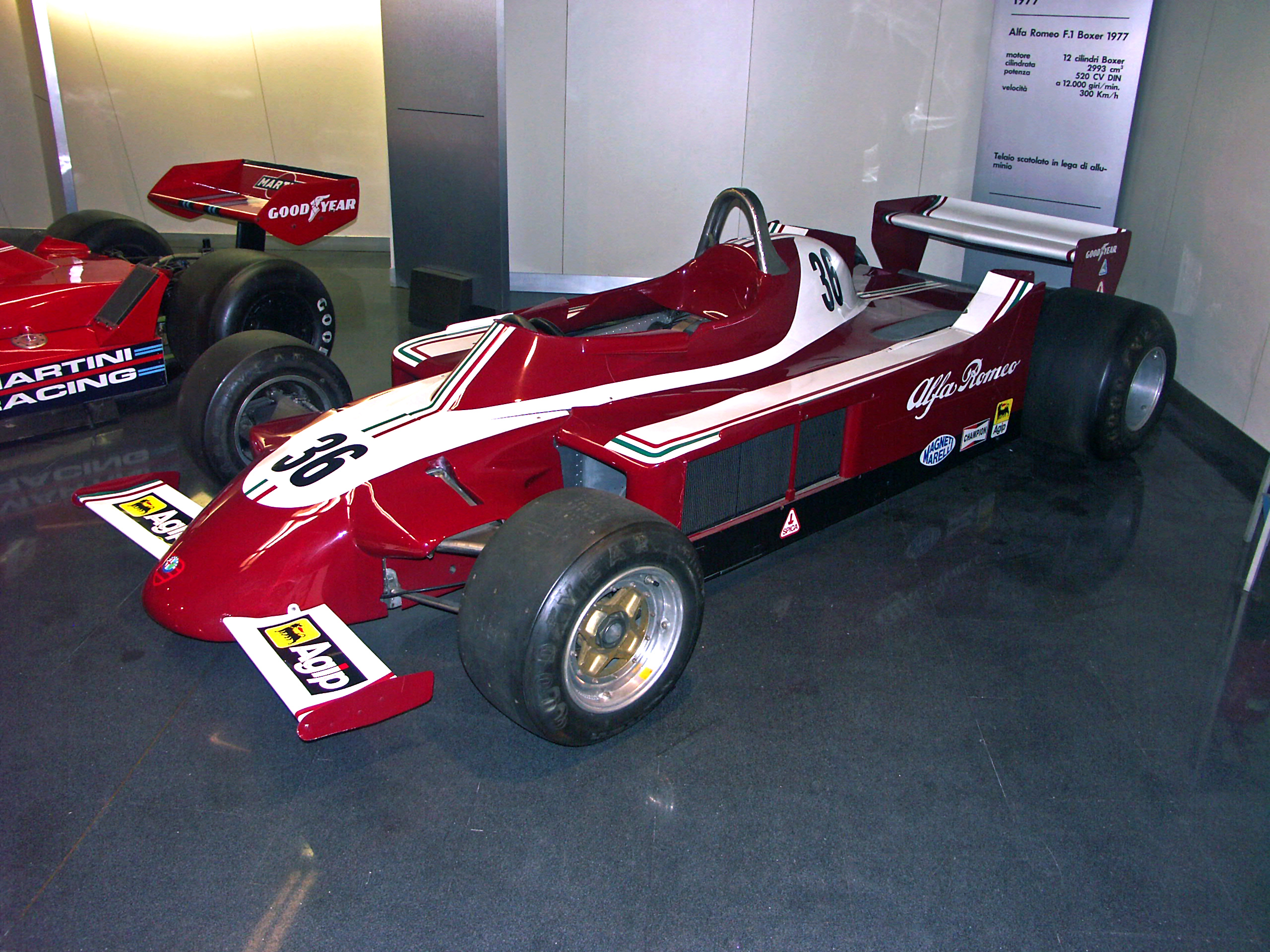
L'Alfa Romeo 177 aux couleurs italiennes
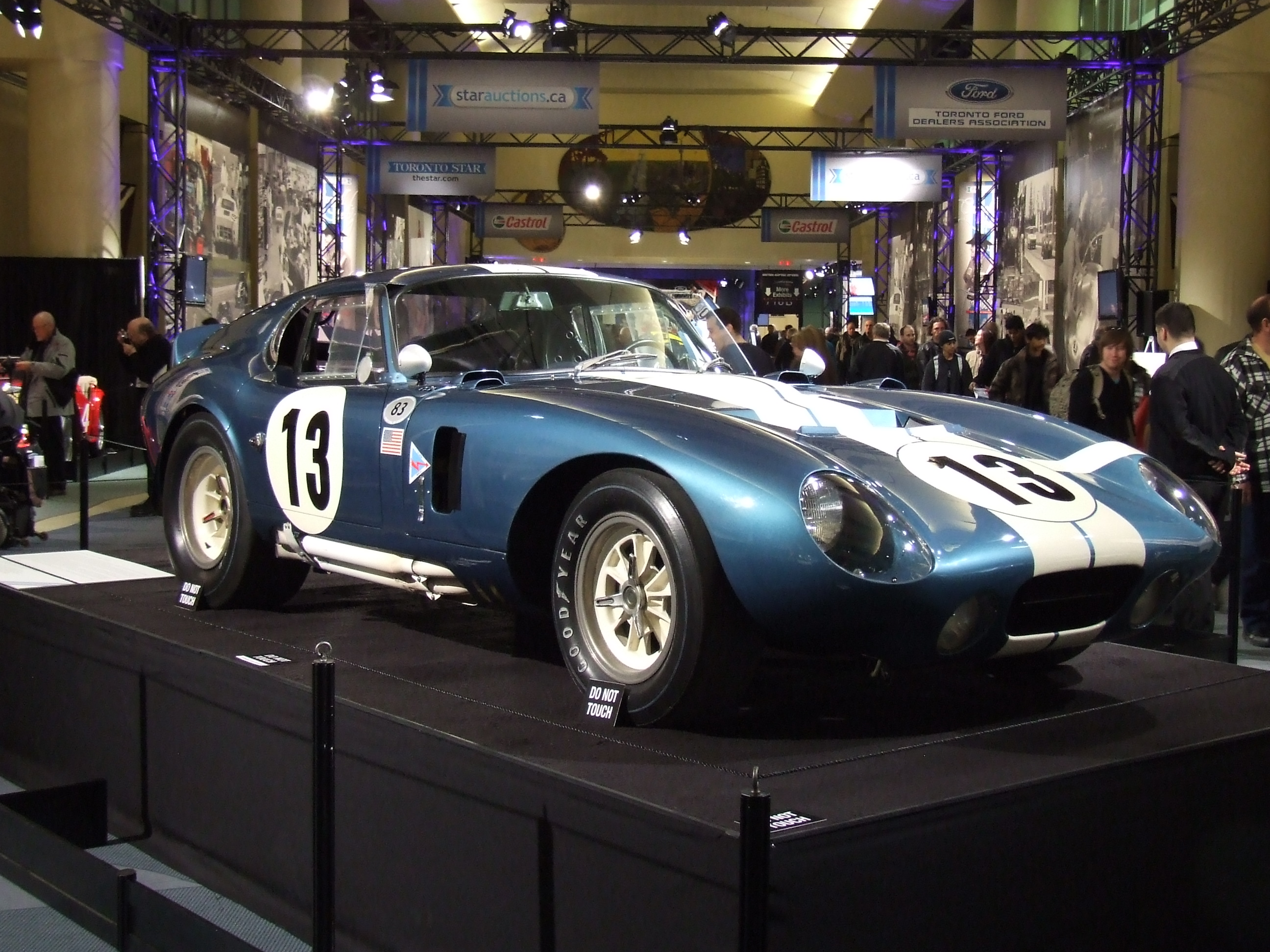
Shelby Daytona aux couleurs américaines (1964)
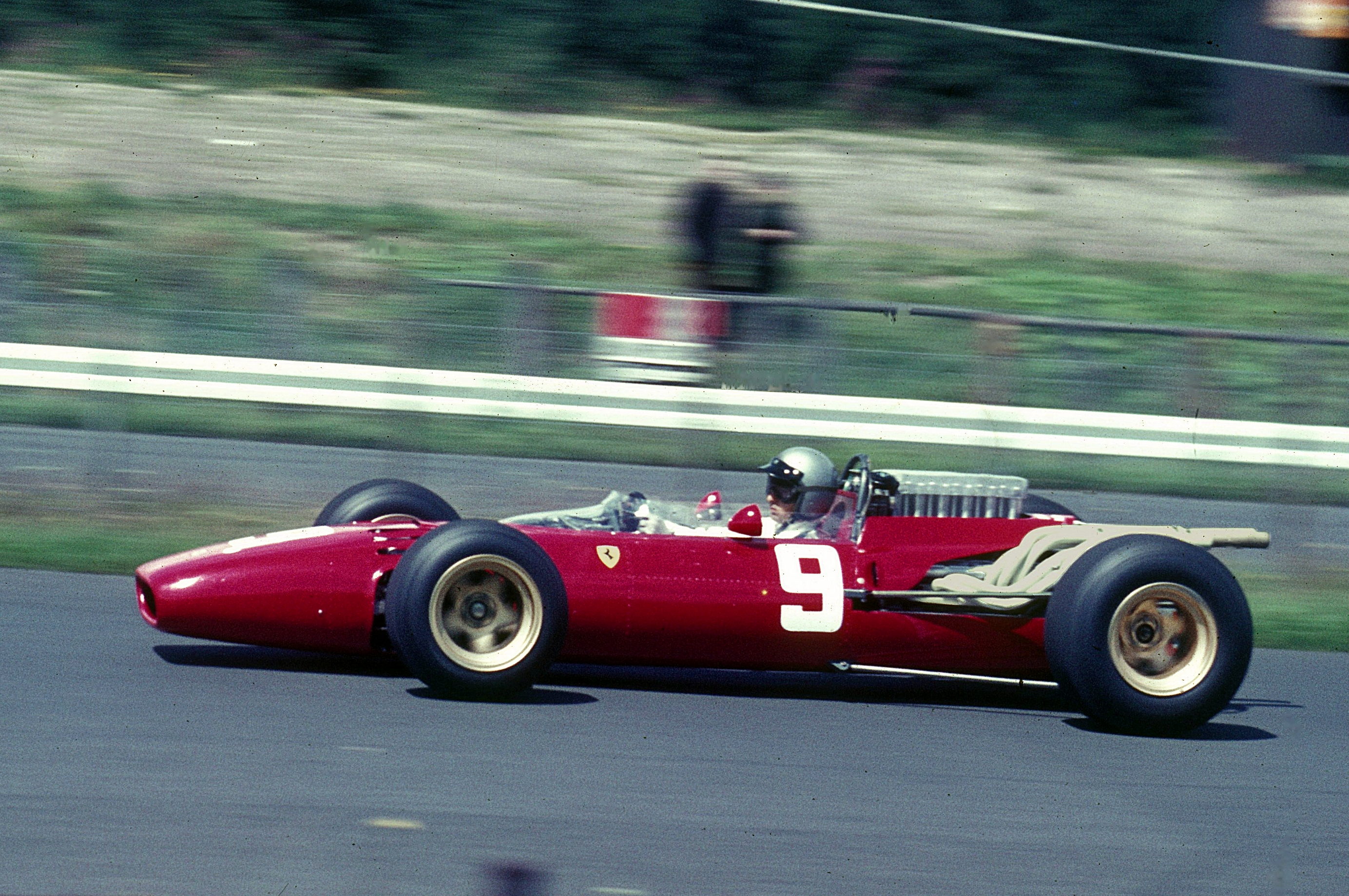
Ferrari de 1966 en livrée nationale
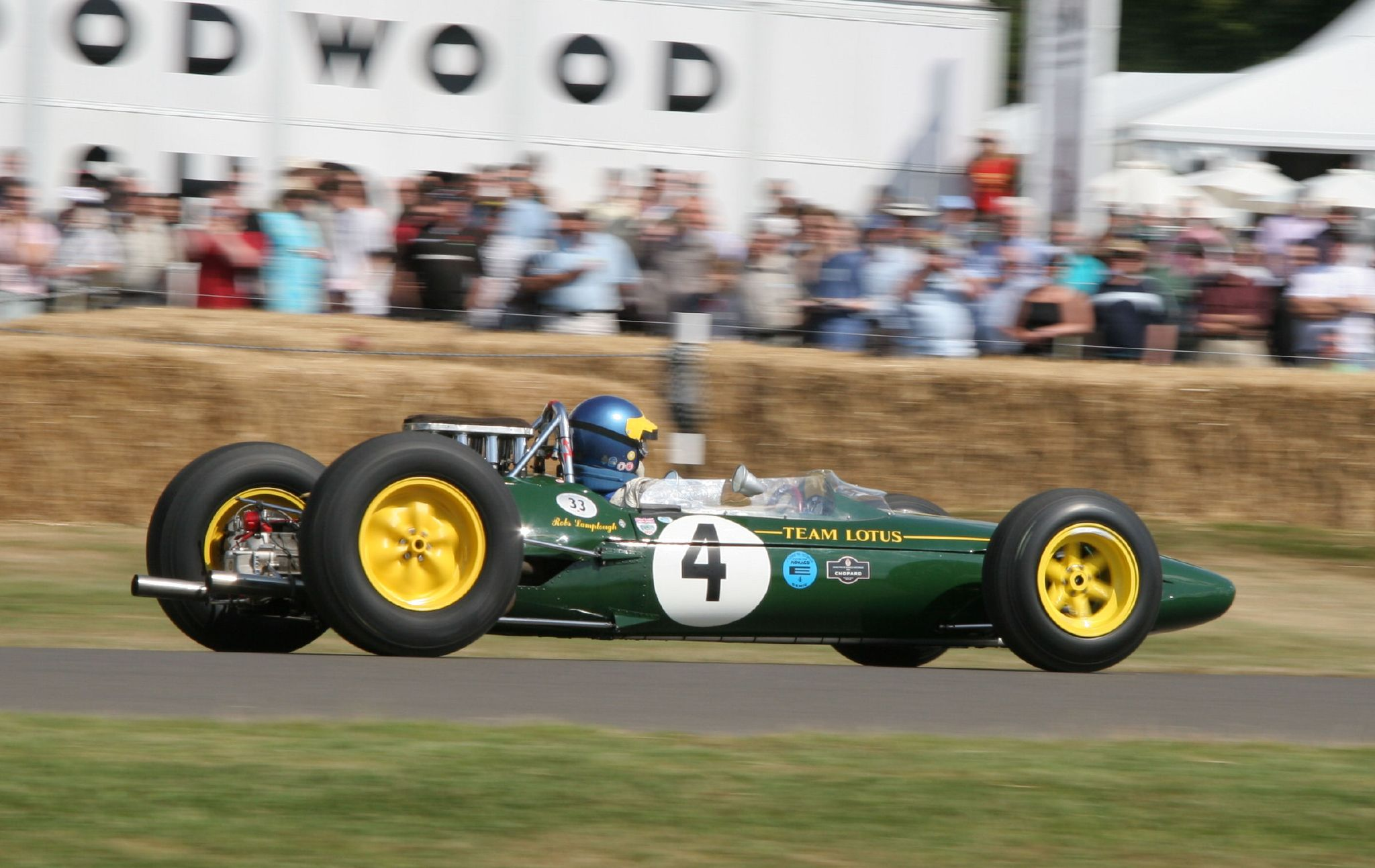
Lotus va troquer sa livrée nationale « British Racing Green »...
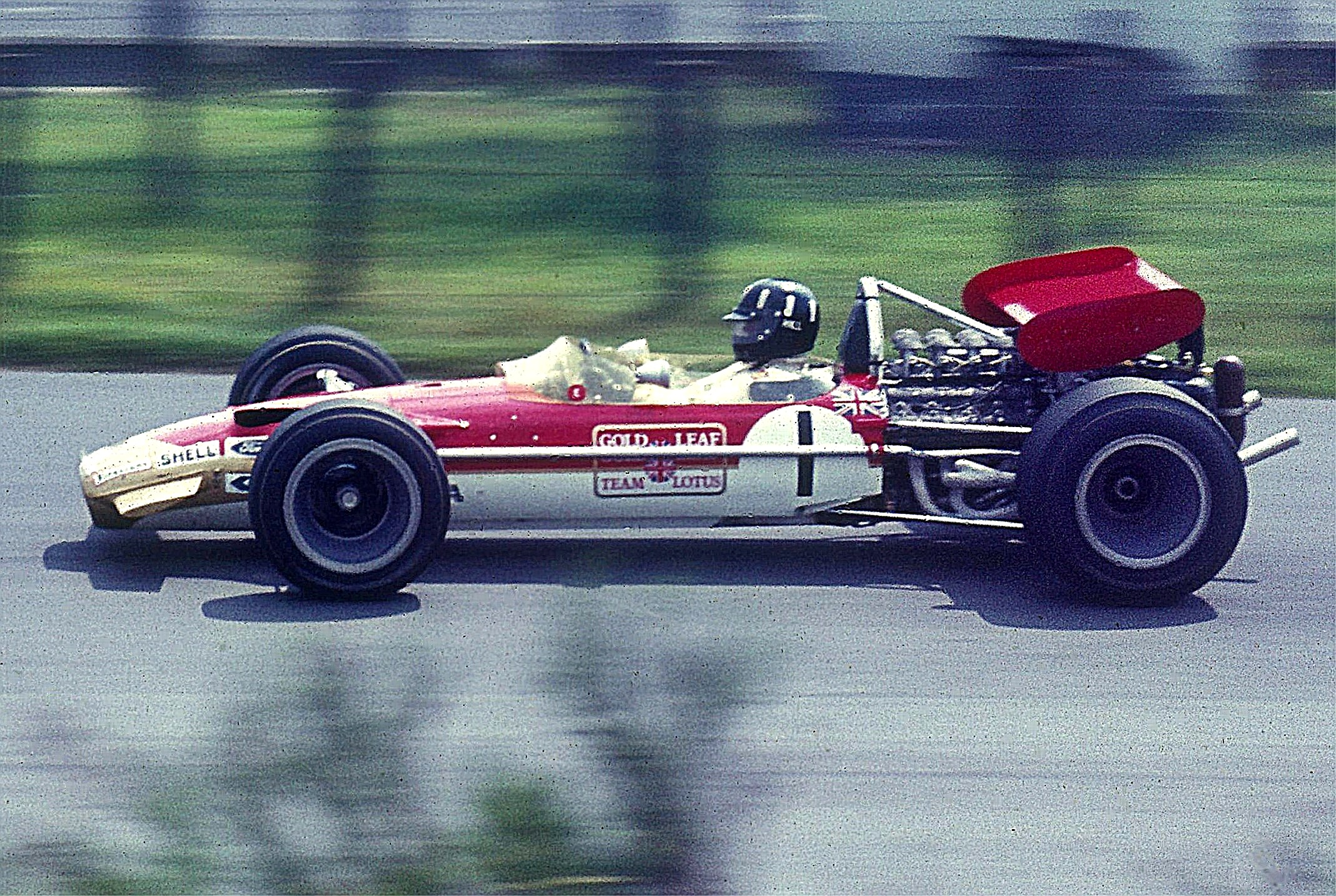
... pour une livrée « commerciale » (Graham Hill sur Lotus 49 au Nürburgring en 1969)
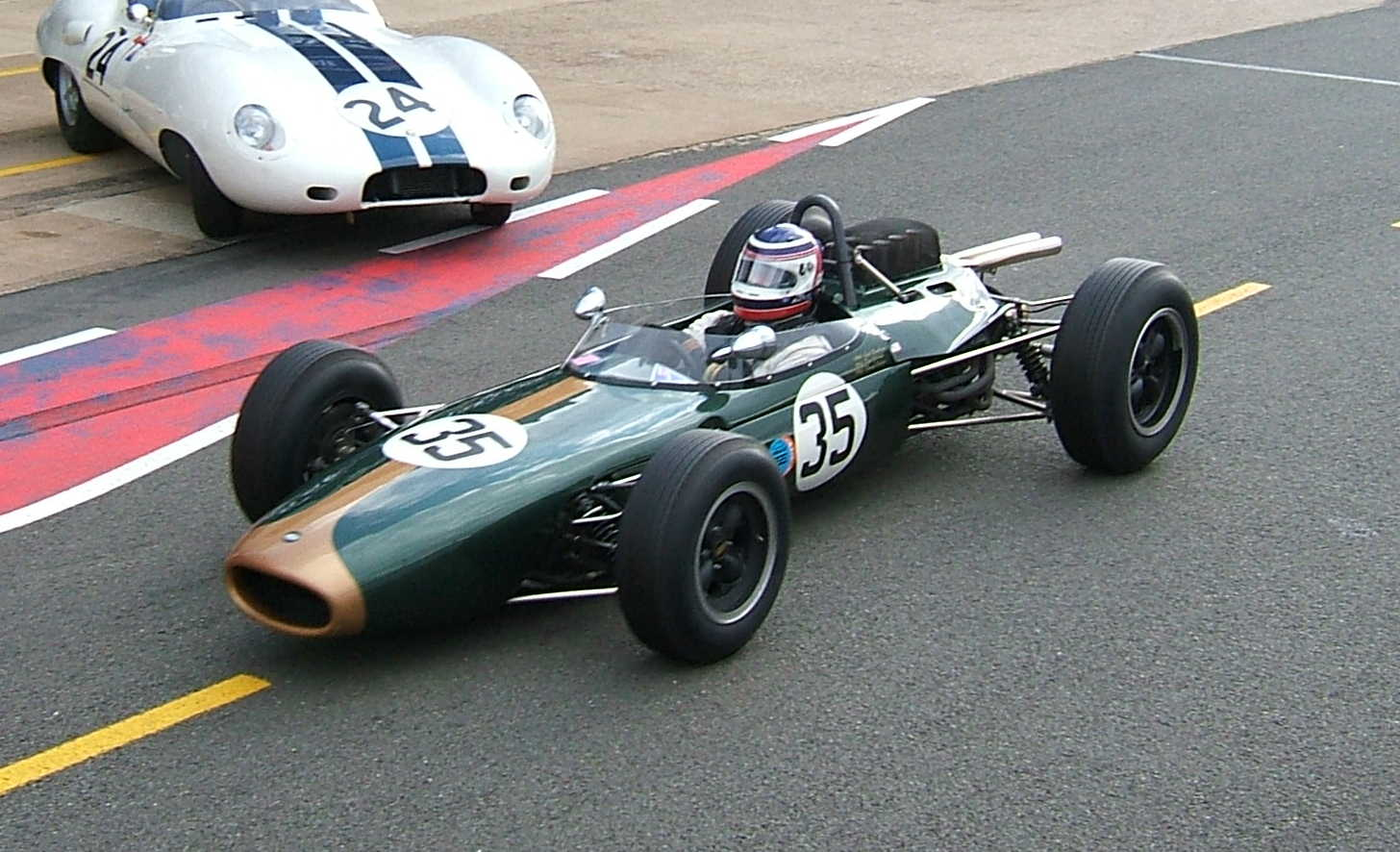
Brabham BT11 aux couleurs de l'Australie
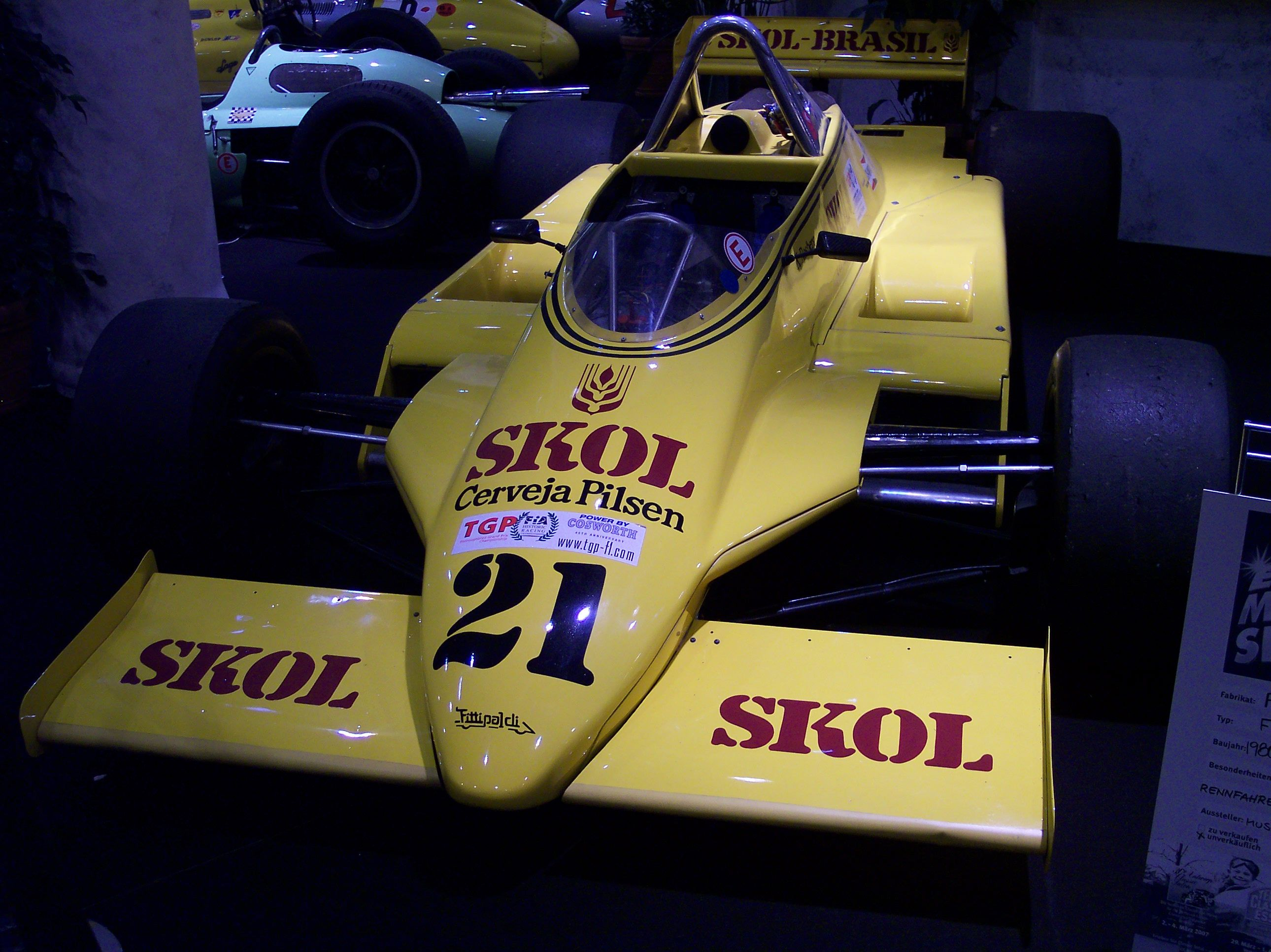
Fittipaldi Automotive F8 de 1980 aux couleurs du Brésil
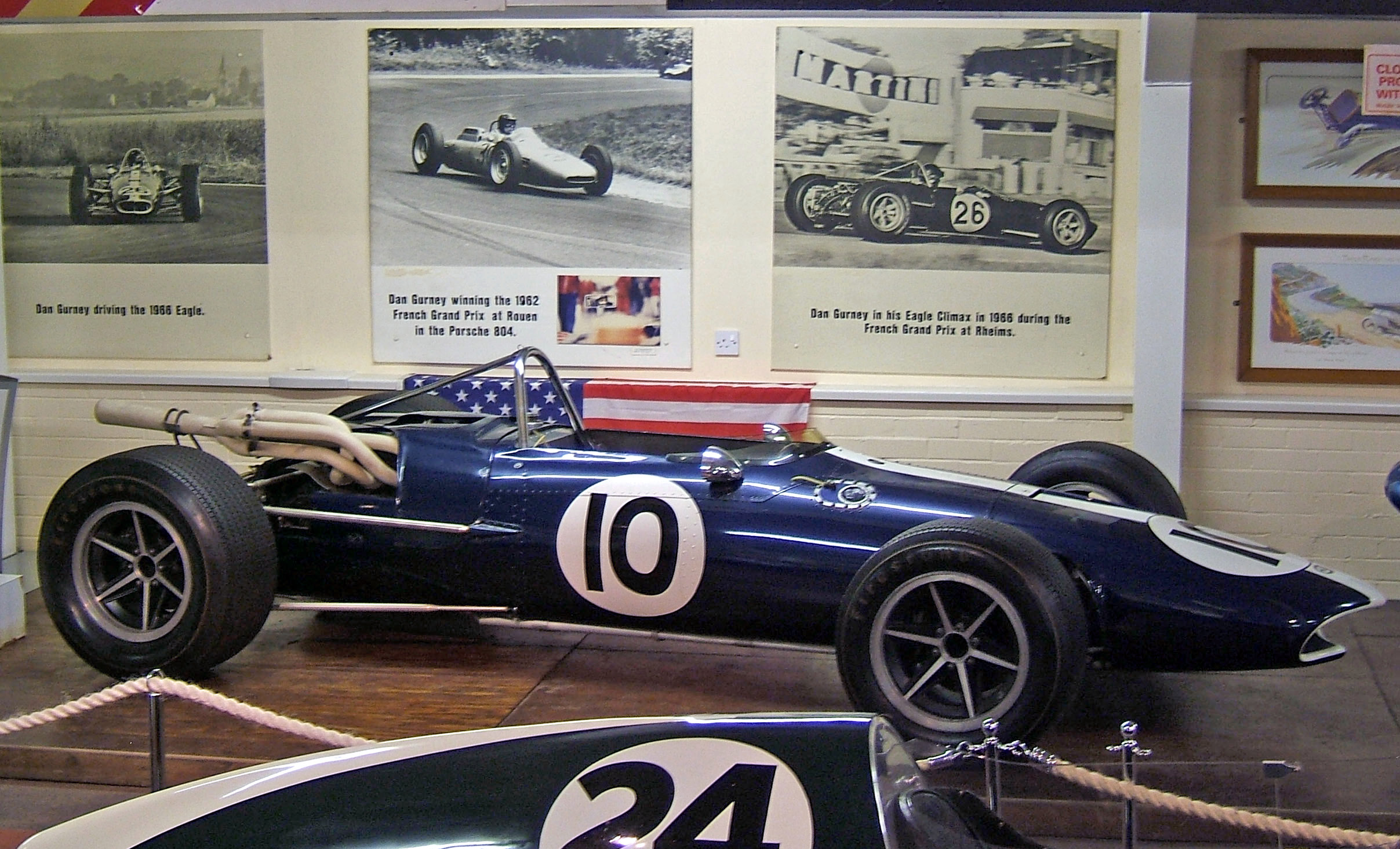
Eagle T2G aux couleurs des États-Unis
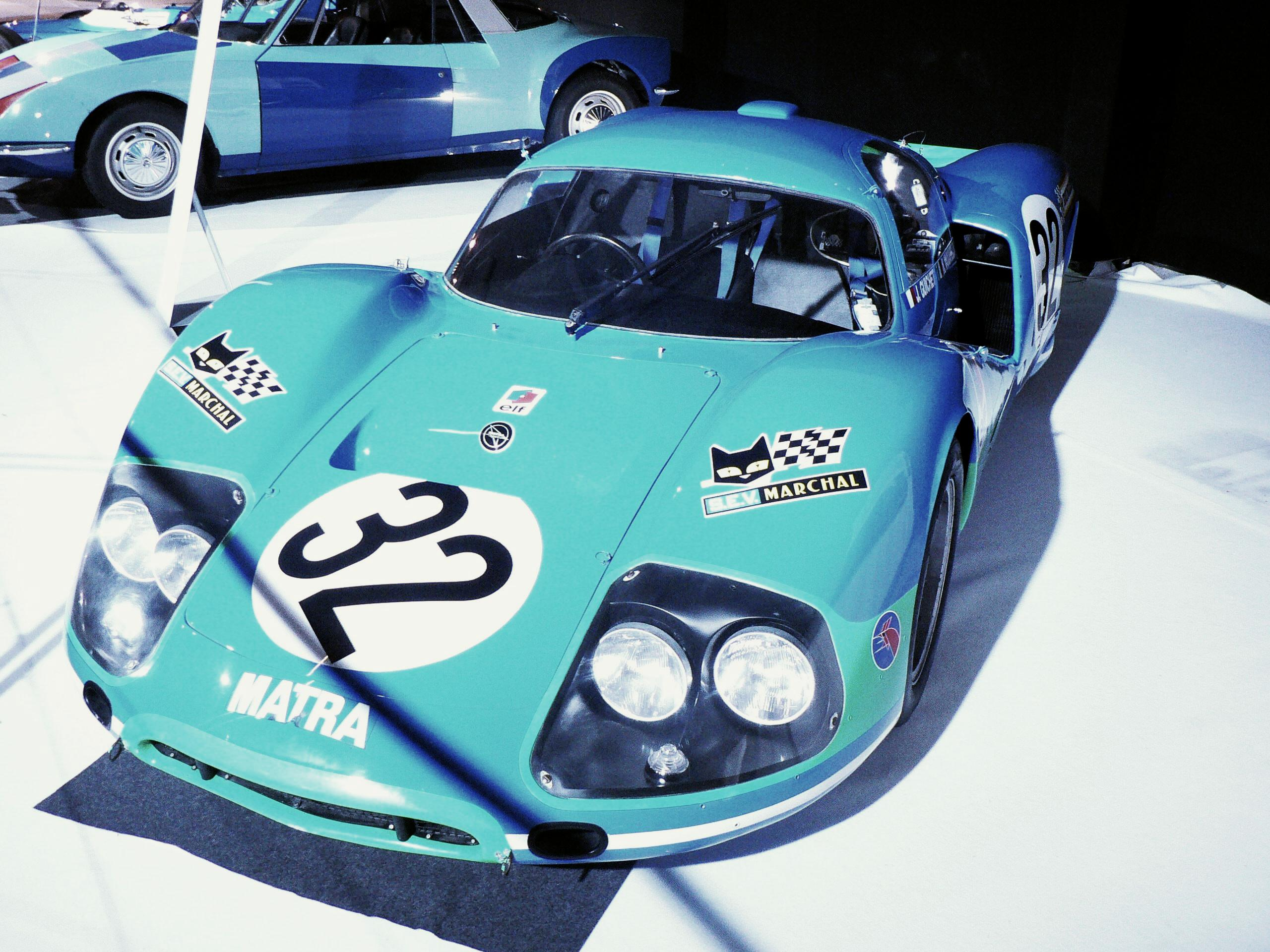
Matra MS 630 en livrée Bleu de France
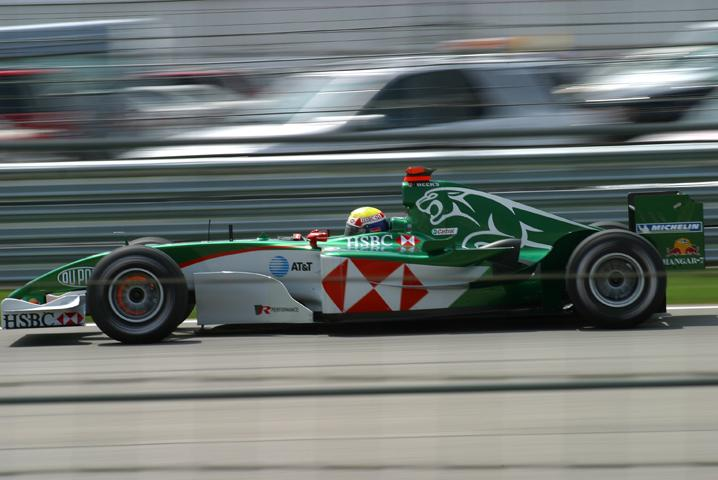
Jaguar Racing R5 de 2004 « British Racing Green »
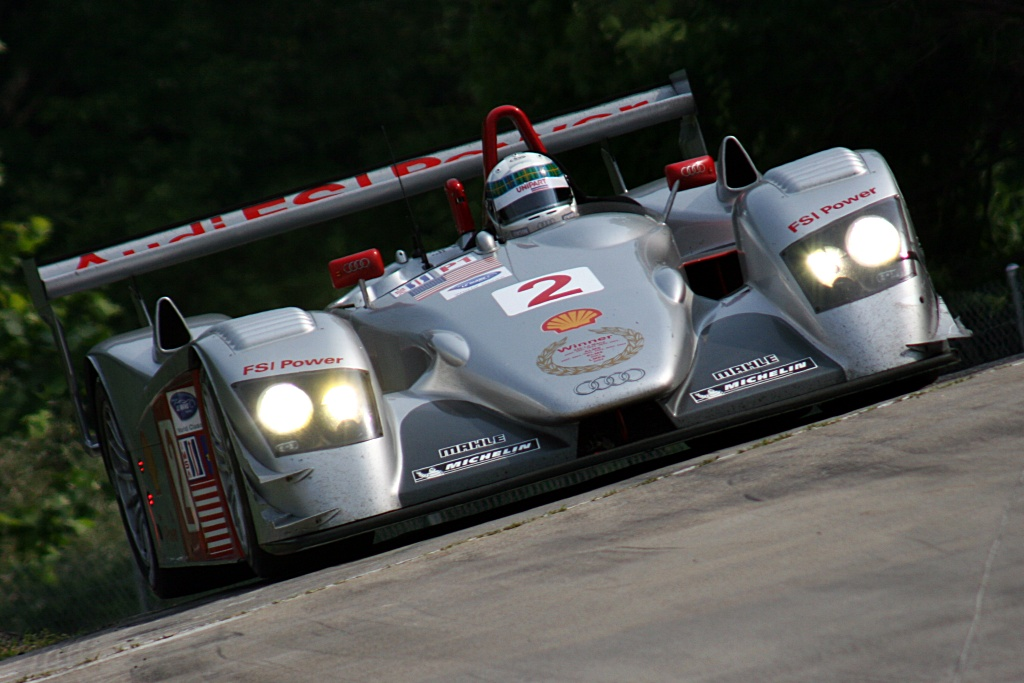
L'Audi R8 (2006) allemande